# Discocactus placentiformis
Discocactus placentiformis là một loài thực vật có hoa trong họ Cactaceae. Loài này được (Lehm.) K.Schum. mô tả khoa học đầu tiên năm 1894.

## Hình ảnh

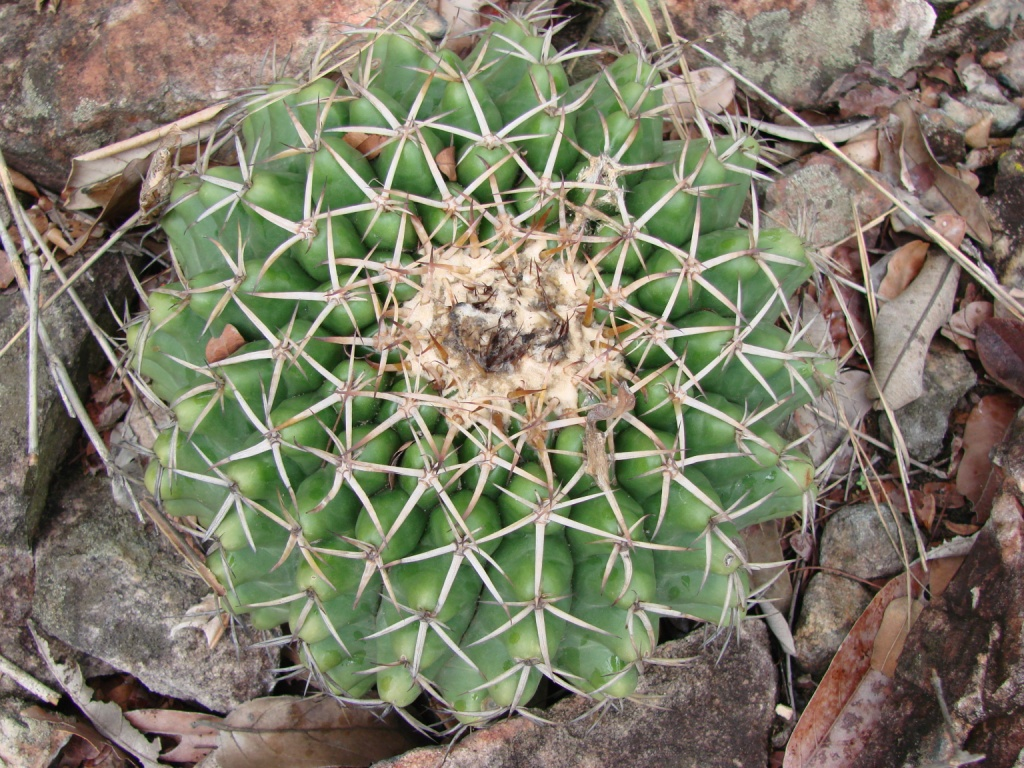